# Matrjoschka-Gehirn
Ein Matrjoschka-Gehirn (von englisch ‚Matrioshka brain‘) ist eine von Robert J. Bradbury (1956–2011) vorgeschlagene hypothetische Megastruktur, basierend auf einer Dyson-Sphäre, mit immenser Rechenkapazität. Sie ist ein Beispiel für ein Stellar-Triebwerk der Klasse B, die die gesamte Energie eines Sterns zum Antrieb von Computersystemen nutzt. Der Name dieses Konzepts leitet sich von den ineinander geschachtelten russischen Matrjoschka-Puppen ab. Vorgestellt wurde das Konzept von seinem Erfinder Robert Bradbury in dem Sammelband Year Million: Science at the Far Edge of Knowledge.

## Konzept
Das Konzept eines Matrjoschka-Gehirns stammt von der Idee, Dyson-Sphären zu verwenden, um einen riesigen, sterngroßen Computer zu betreiben. Der Begriff „Matrjoschka-Gehirn“ stammt von den Matrjoschka-Puppen, die hölzerne russische Schachtelpuppen sind. Matrjoschka-Gehirne bestehen aus mehreren ineinander verschachtelten Dyson-Sphären, so wie auch Matrjoschka-Puppen aus mehreren ineinander verschachtelten Puppenteilen bestehen. Die innerste Dyson-Sphäre des Matrjoschka-Gehirns würde Energie direkt von dem Stern, den sie umgibt, beziehen und große Mengen an Abwärme abgeben, während sie mit hoher Temperatur rechnet. Die nächste umgebende Dyson-Sphäre würde diese Abwärme absorbieren und für ihre Berechnungszwecke nutzen, während sie selbst Abwärme abgibt. Diese Wärme würde von der nächsten Sphäre absorbiert werden, und so weiter, wobei jede Sphäre mit einer niedrigeren Temperatur abstrahlt als die vorherige. Aus diesem Grund wären Matrjoschka-Gehirne mit mehreren verschachtelten Dyson-Sphären tendenziell effizienter, da sie weniger Wärmeenergie verschwenden würden. Die inneren Schalen könnten bei fast der gleichen Temperatur wie der Stern selbst laufen, während die äußeren in der Nähe der Temperatur des interstellaren Raums liegen würden. Der technische Aufwand und die Ressourcen, die dafür nötig wären, wären enorm.
Der Begriff „Matrjoschka-Gehirn“ wurde von Robert Bradbury als Alternative zum „Jupiter-Gehirn“ erfunden – ein Konzept, das dem Matrjoschka-Gehirn ähnlich ist, aber in einem kleineren planetarischen Maßstab und optimiert für eine minimale Gatterlaufzeit. Ein Matrjoschka-Gehirn konzentriert sich auf die schiere Kapazität und die maximale Menge an Energie, die von seinem Quellstern extrahiert wird, während ein „Jupiter-Gehirn“ auf die Rechengeschwindigkeit optimiert ist.

## Mögliche Anwendungen
Einige mögliche Verwendungszwecke einer solch immensen Rechenressource wurden bereits vorgeschlagen.
- Eine Idee, die Charles Stross in seinem Roman Accelerando vorschlägt, wäre es, damit perfekte Simulationen oder Mind uploading menschlicher Gehirne in Virtual-Reality-Räumen durchzuführen, die durch das Matrjoschka-Gehirn unterstützt werden. Stross ging sogar so weit zu behaupten, dass eine ausreichend mächtige Spezies, die genügend rohe Rechenleistung nutzt, Angriffe auf die Struktur des Universums selbst starten und diese manipulieren könnte.[9]
- In Godplayers (2005) vermutet Damien Broderick, dass ein Matrjoschka-Gehirn die Simulation ganzer alternativer Universen ermöglichen würde.[10]
- Der Futurist und transhumanistische Autor Anders Sandberg hat einen Aufsatz geschrieben, in dem er über die Auswirkungen von Computern in der Größenordnung von Maschinen wie dem Matrjoschka-Gehirn spekuliert, veröffentlicht vom „Institute for Ethics and Emerging Technologies“.[11]

- Matrjoschka-Gehirne und andere Megastrukturen sind ein häufiges Thema im fiktiven Orion's Arm-Universum, wo sie von Superintelligenzen als Verarbeitungsknoten genutzt werden, die über künstliche Wurmlöcher verbunden sind.